# 불교의 상징
불교 상징주의(Buddhist symbolism)는 부처의 다르마(가르침)의 특정 측면을 표현하기 위해 상징(산스크리트어: pratīka)을 사용하는 것이다. 오늘날에도 중요하게 남아 있는 초기 불교 상징으로는 법륜, 인도 연꽃, 세 개의 보석, 보리수 등이 있다.
불교 상징주의는 불교 신앙의 핵심 가치를 표현하기 위한 것이다. 특정 상징의 인기는 추종자 이데올로기의 발전으로 인해 시간이 지남에 따라 증가하고 변화했다. 연구에 따르면 불교 몸짓 상징에 대한 미적 인식은 행복감과 삶의 만족도에 긍정적인 영향을 미치는 것으로 나타났다.

## 같이 보기
- 불교 미술
- 중국의 미술
- 일본의 미술
- 한국의 미술